# Gruzínština
Gruzínština (ქართული ენა, kartuli ena) je úřední jazyk kavkazské republiky Gruzie.
Je hlavním jazykem pro přibližně 3,9 milionů lidí v Gruzii (asi 83 procent populace) a pro dalších 500 000[zdroj?] v zahraničí, především v Turecku, Íránu, Rusku, Spojených státech a v Evropě. Je literárním jazykem všech gruzínských národů, zvláště pak mluvčích jihokavkazských jazyků – svanštiny, megrelštiny a lazštiny.

## Klasifikace
Gruzínština je nejdůležitějším z jihokavkazských jazyků. Ty dále zahrnují svanštinu a megrelštinu rozšířené především v severozápadní Gruzii a lazštinu rozšířenou podél tureckého pobřeží Černého moře od Melyatu přes Rize ke gruzínským hranicím.

## Historie
Gruzínština se od megrelštiny a lazštiny oddělila v 1. tisíciletí př. n. l. Podle množství změn a lingvistických odhadů začalo první dělení již ve druhém tisíciletí př. n. l. nebo dříve oddělením svanštiny. Megrelština a lazština se oddělily přibližně o tisíc let později. Nese s sebou bohatou literární tradici.

## Písmo
Gruzínština byla ve své historii zapisována mnoha různými písmy. Dnes je téměř dominantní abeceda mchedruli.
Mchedruli má 33 běžně používaných písmen, dalších šest písmen dnes již téměř není používáno. Písmena přesně odpovídají gruzínské výslovnosti.
Podle tradičních pověstí zapsaných v 11. století Leontim Mrovelim vytvořil první gruzínskou abecedu první ibérský král Farnavaz I. ve 3. století př. n. l. První použití této abecedy je však zaznamenáno až v 5. nebo 4. století po přijetí křesťanství. Během staletí pak byla průběžně modernizována. Dnes existují abecedy tři. Všechny se od sebe poměrně značně odlišují a navzájem nejsou čitelné. Jde o:
- Asomtavruli (velká písmena)
- Nuschuri (malá písmena)
- Mchedruli

První dvě jsou používány společně pro velká a malá písmena v kostelích gruzínské pravoslavné církve. Dohromady se nazývají chucuri.
Mchedruli velká písmena nezahrnuje, ale někdy se podobného efektu dosahuje změnami velikosti a umístění dotyčného písmene. Tato „velká písmena“ jsou často používána v titulcích, nadpisech a na podobných místech.

## Číslovky
Gruzínské základní číslovky až do deseti jsou primitiva, stejně jako jsou slova pro 20 a 100, a také "milion", "miliarda", atd. (Slovo pro 1000 však není primitivní). Další základní číslovky jsou vytvořeny z těchto primitiv směsí principů desítkové soustavy (základ 10) a dvacítkové soustavy (základ 20). Následující tabulka ukazuje 1. pády (nominativní formy) primitivních čísel. S výjimkou slov rva  (8) a tskhra  (9) jsou tato slova všechna s kmenem končící na souhlásku a v určitých případech může dojít ke ztrátě koncovky i.
| 0         | 1         | 2       | 3         | 4          | 5          | 6           | 7           | 8       | 9          | 10      | 20      | 100     | 106             | 109               |
| --------- | --------- | ------- | --------- | ---------- | ---------- | ----------- | ----------- | ------- | ---------- | ------- | ------- | ------- | --------------- | ----------------- |
| ნული nuli | ერთი erti | ორი ori | სამი sami | ოთხი otchi | ხუთი chuti | ექვსი ekvsi | შვიდი švidi | რვა rva | ცხრა cchra | ათი ati | ოცი oci | ასი asi | მილიონი milioni | მილიარდი miliardi |

## Užitečné fráze
| Gruzínsky                   | Česky                        |
| --------------------------- | ---------------------------- |
| Ra gqviat?                  | Jak se jmenuješ? (pl.)       |
| Ra gqvia?                   | Jak se jmenuješ? (sg.)       |
| ... mqvia.                  | Jmenuji se ...               |
| Sasiamovnoa!                | Rád tě poznávám!             |
| Chemtvisats!                | Pro mě také!                 |
| Saidan khart?               | Odkud jsi? (pl.)             |
| Saidan khar?                | Odkud jsi? (sg.)             |
| ... var                     | Jsem z ...                   |
| Rogora khart?               | Jak se máš? (pl.)            |
| Rogora khar?                | Jak se máš? (sg.)            |
| Kargad var, madlobt         | Je mi dobře, děkuji          |
| da tqven?                   | a ty? (pl.)                  |
| da shen?                    | a ty? (sg.)                  |
| ara mishavs!                | né tak špatné                |
| Inglisuri/Qartuli itsit?    | Mluvíš anglicky/gruzínsky?   |
| Tsota (vici).               | Trochu vím.                  |
| Qartuli/Inglisuri ar vitsi. | Nemluvím gruzínsky/anglicky. |
| Gaiget?                     | Rozumíš? (pl.)               |
| Gaige?                      | Rozumíš? (sg.)               |
| Ver gavige.                 | Nerozumím.                   |
| Ar vitsi.                   | Nevím.                       |
| Tsota nela ilaparaket.      | Prosím, mluv pomaleji. (pl.) |
| Tsota nela ilaparake?       | Prosím, mluv pomaleji? (sg.) |
| Tsoliani var.               | Jsem ženatý.                 |
| Gatkhovili var.             | Jsem vdaná.                  |
| Gashorebuli var.            | Jsem rozvedený. (pro obojí)  |
| Shvilebi gq'avt?            | Máš děti? (pl.)              |
| Shvilebi gq'avs?            | Máš děti? (sg.)              |
| Erti shvili mq'avs.         | Mám jedno dítě.              |
| Ori shvili mq'avs.          | Mám dvě děti.                |
| Vazhi/Qalishvili mq'avs.    | Mám syna/dceru.              |

## Vzorový text

### Všeobecná deklarace lidských práv
| gruzínsky     | ყველა ადამიანი იბადება თავისუფალი და თანასწორი თავისი ღირსებითა და უფლებებით. მათ გააჩნიათ გონება და სინდისი და ერთმანეთის მიმართ უნდა იქცეოდნენ და-ძმობის სულისკვეთებით.         |
| transliterace | Q'vela adamiani ibadeba tavisupali da tanasts'ori tavisi ghirsebita da uplebebit. Mat gaachniat goneba da sindisi da ertmanetis mimart unda iktseodnen da-dzmobis sulisk'vetebit. |
| česky         | Všichni lidé se rodí svobodní a sobě rovní co do důstojnosti a práv. Jsou nadáni rozumem a svědomím a mají spolu jednat v duchu bratrství.                                        |